# Église Sainte-Maure-Sainte-Britte de Sainte-Maure-de-Touraine
L'église Sainte-Maure-Sainte-Britte est une église catholique située à Sainte-Maure-de-Touraine, dans le département français d'Indre-et-Loire.

## Localisation
L'église est située dans le centre-bourg de la commune de Sainte-Maure-de-Touraine.

## Historique
Du sanctuaire primitif du VIe siècle à la reconstruction par Gustave Guérin

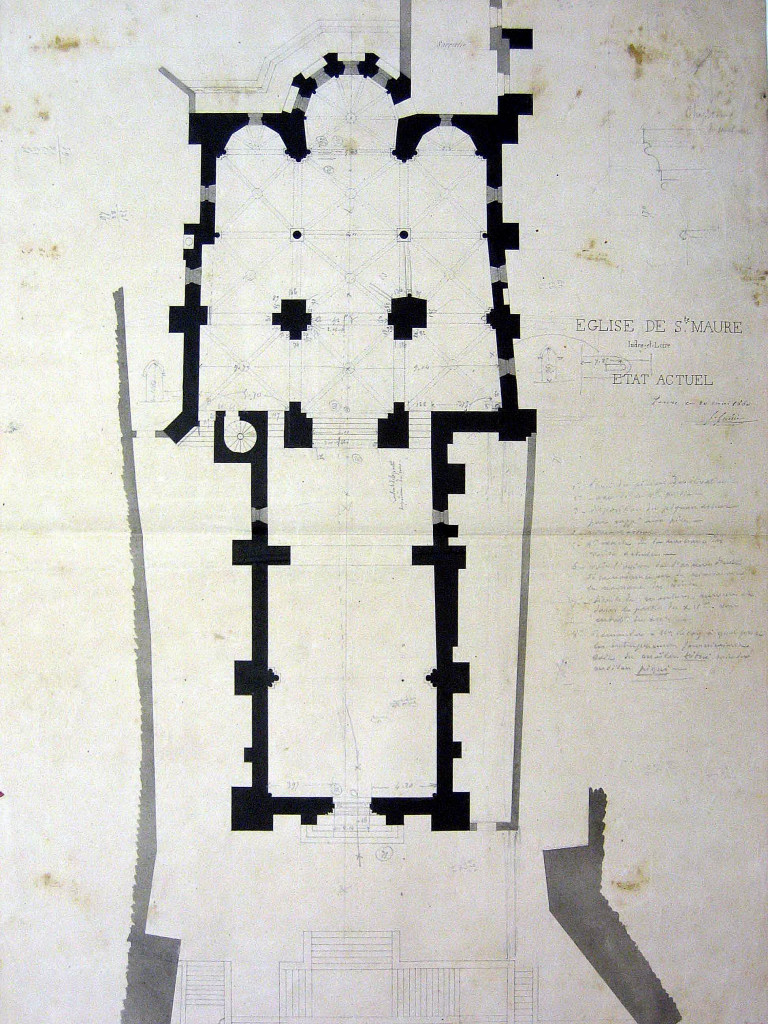
Plan de l’église Saint Blaise avant sa reconstruction en 1865. On peut y noter le décrochement du mur sud dans le chevet gothique, et la présence d'escaliers reliant la partie basse romane au chevet gothique. ©Archives départementales 37, a07-01-10 086

Il semblerait qu’un premier sanctuaire ait été édifié au VIe siècle, consacré par l’un des premiers évêques de Tours, Euphronius.
L’édifice originel fut remplacé à la fin du XIIe siècle par une église. Le clocher était alors central, reposant sur quatre piliers massifs, renforcés au XVe siècle, occupait la partie médiane d’une sorte de faux transept séparant deux parties différentes. À l’époque, chaque partie possédait sa propre chaire, suggérant peut être l’inclusion au sein d’un même édifice de deux églises à vocables distincts.
À l’est, la partie haute comprenant le sanctuaire, le chœur et ses deux nefs latérales, ainsi que le faux transept sous le clocher.
À l’ouest, la partie basse (1 mètre de dénivelé entre les deux églises) était composée d’une grande nef du XIIe siècle, non voutée. Si des traces sur les murs latéraux et les deux piliers intérieurs suggèrent qu’elle ait initialement pu être voutée, la pression subit par les murs, et ce malgré l’ajout de contreforts extérieurs pour les soutenir entrainera l’écroulement de la voute et son remplacement par un plafond établi sous la charpente. Au XIXe siècle, l’état de ruine de l’église, et la nécessité de l’agrandir, conduisent l’architecte Gustave Guérin à proposer un plan de reconstruction plus vaste.
L’église aujourd’hui.

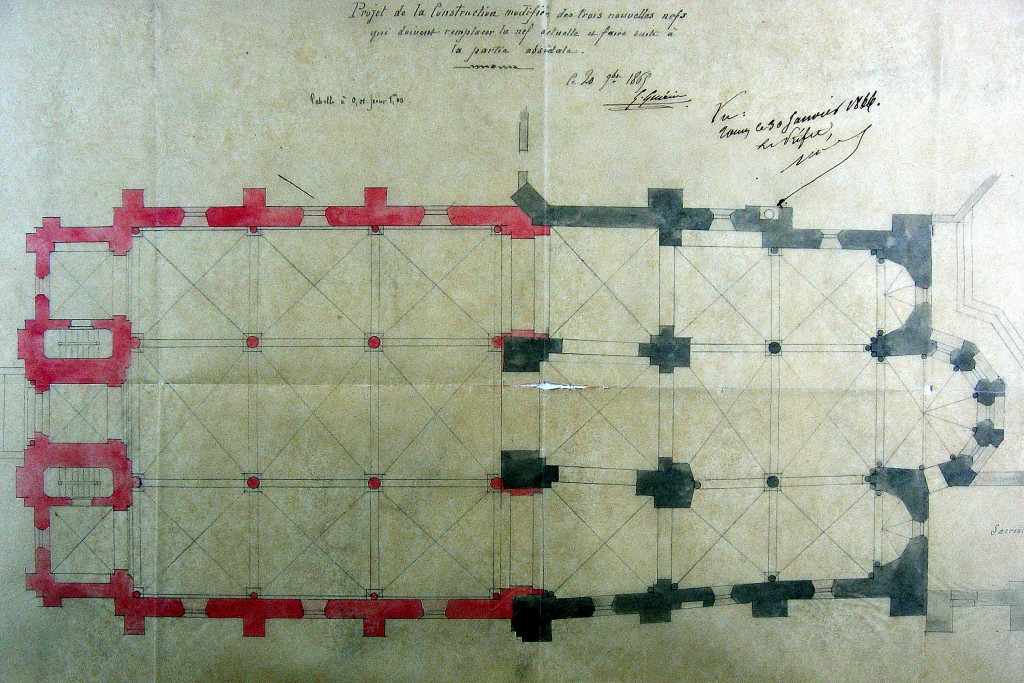
Plan de l'église actuelle. En rouge, le projet de remplacement de la nef par 3 nefs faisant suite à la partie absidiale. ©Archives départementales 37, a06-09-29 062

Un premier projet de restructuration en 1860, sous la direction de Gustave Guérin, consistait uniquement en le remplacement de la nef unique romane, en ruine,  par une salle à trois nefs de 3 travées et un avant corps intégrant le  nouveau clocher. Il consistait, d’après les élévations conservées, à adjoindre deux nefs latérales plus basses à une nouvelle nef s’adaptant à la largeur du clocher roman. Les toitures étaient prévues en décrochement, la toiture centrale restant bien en dessous de celle du chœur gothique.
En fait, une démolition complète de la nef romane fut décidée et trois nefs firent leur jonction avec les trois nefs de la partie gothique (1865). À ce stade, le mur gothique nord conserva son décrochement, et le mur gothique sud son importante déviation.
La dernière phase de travaux vit la salle gothique en grande partie reconstruite : reprise complète des quatre piliers qui soutenaient l’ancien clocher, avec de nombreux repentirs graphiques, afin d’obtenir une église-halle unifiée ; rectification de la surface intérieure du mur nord et reprise avec de grandes fenêtres à trois lancettes des murs de la travée de jonction. Il se dégage de cette analyse que seules les travées orientales des trois nefs (confirmé par l’observation des extrados des voûtes) sont rescapées de cette irrésistible destruction de proche en proche de l’église ancienne. De fait, il ne subsiste de l’église du XIIe siècle que la partie orientale, avec son abside centrale et ses absidioles creusées dans l’épais mur du chevet.
Ce type de chevet plat, animé seulement par l'abside centrale formant une protubérance à l’extérieur, tandis que les absidioles sont intégrées dans l'épaisseur du mur, est inspiré clairement du chœur de la cathédrale Saint-Pierre de Poitiers, terminé vers 1180. L'allure extérieure fait également penser au chevet de l'eglise Ste-Radegonde de Poitiers.
La crypte
La crypte présente un grand intérêt dans l’histoire des monuments religieux du Moyen Âge. Redécouverte à la fin du XIXe lors de la reconstruction de l’église, elle est composée de 3 nefs voutées en plein cintre, qui communiquent entre elles par une ouverture en tiers-point.
La nef centrale daterait du Xe ou du XIe siècle. Elle se termine à l’Est par une abside à 5 pans, couverte d’une voute du XIVe siècle. Les dix arcatures semblables qui décorent la nef reposent sur des colonnes trapues, ornées de chapiteaux décorés de sculptures primitives parfois inachevées ou abimées. Les deux dernières arcatures, appuyées sur des amorces de plan circulaire, suggère l’emplacement d’une abside, détruite et remplacée par l’abside actuelle au moment de l’agrandissement de la crypte au XIIe siècle (abside actuelle et nefs latérales). Sans communication avec l’église supérieure, la crypte fut utilisée jusqu’au XIXe siècle comme tombeau pour les seigneurs de Sainte-Maure.  Aujourd’hui, elle est reliée à l’église par un double escalier intérieur et accueille un dépôt lapidaire.
La crypte est classée monument historique depuis 1926.

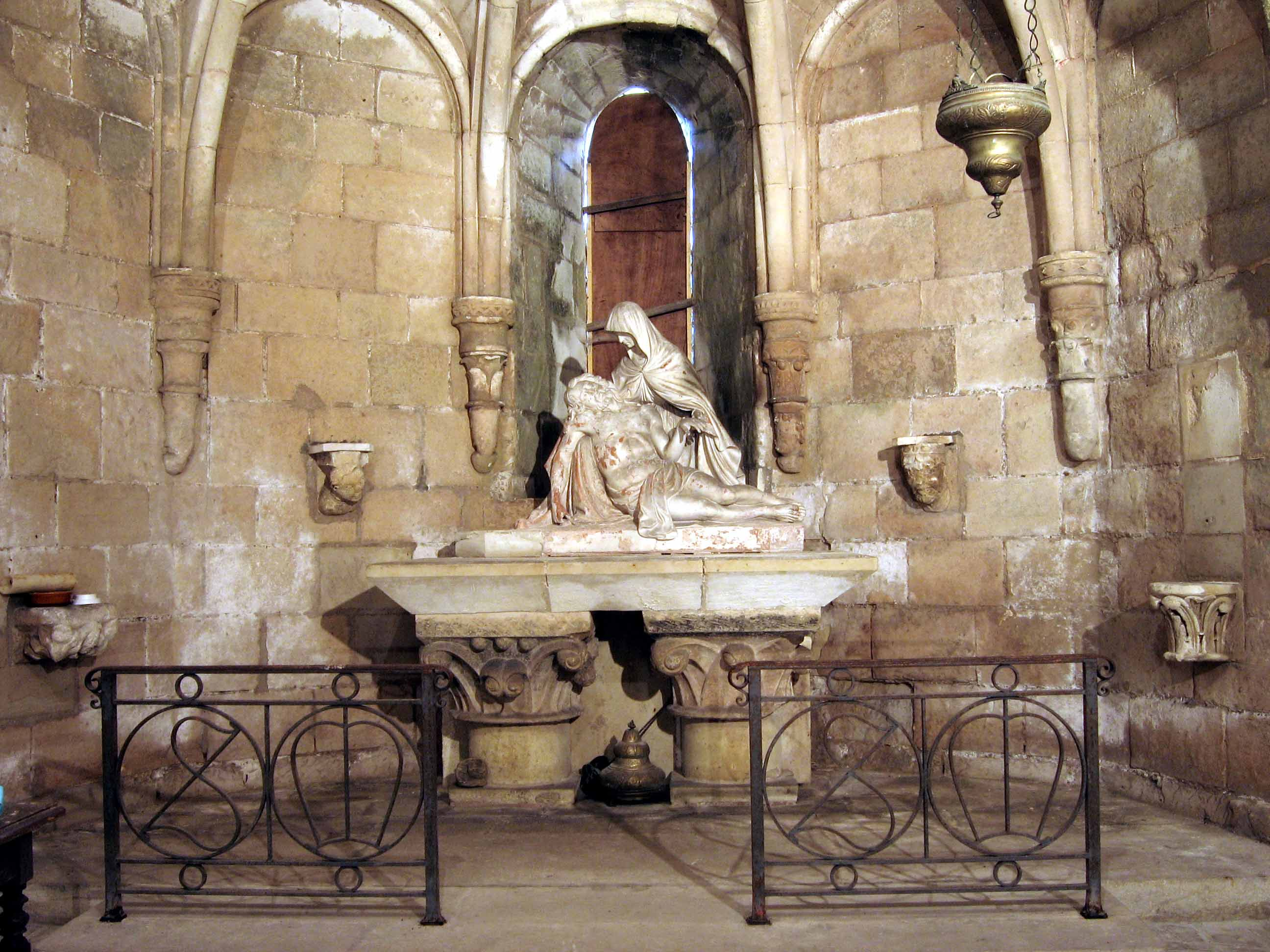
Pièta en terre cuite, probablement un don du XVIIe siècle. Conservée dans l'abside de la crypte de l'église Sainte-Maure-Sainte-Britte.

## Galerie de photos

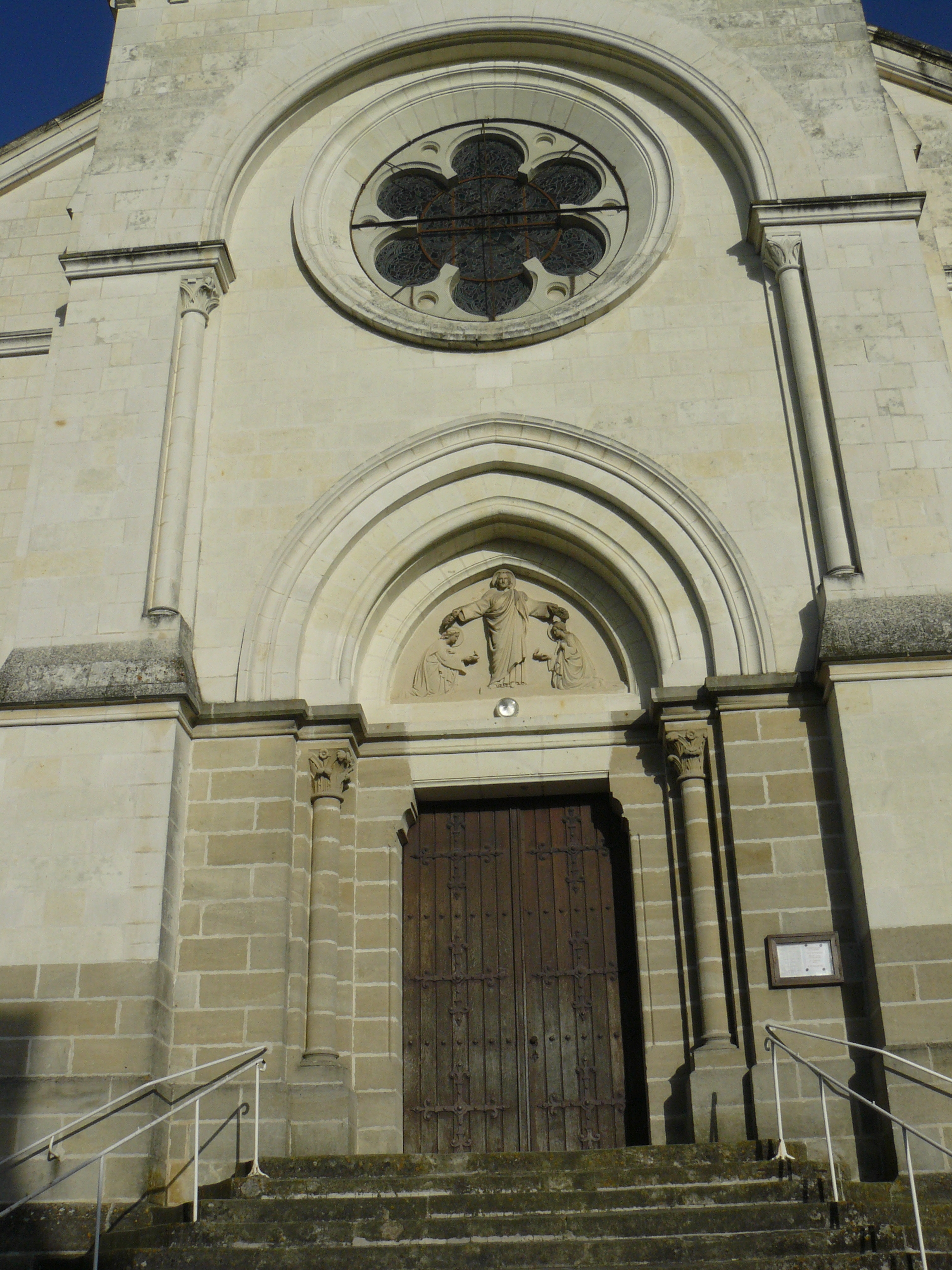
Portail de l'église
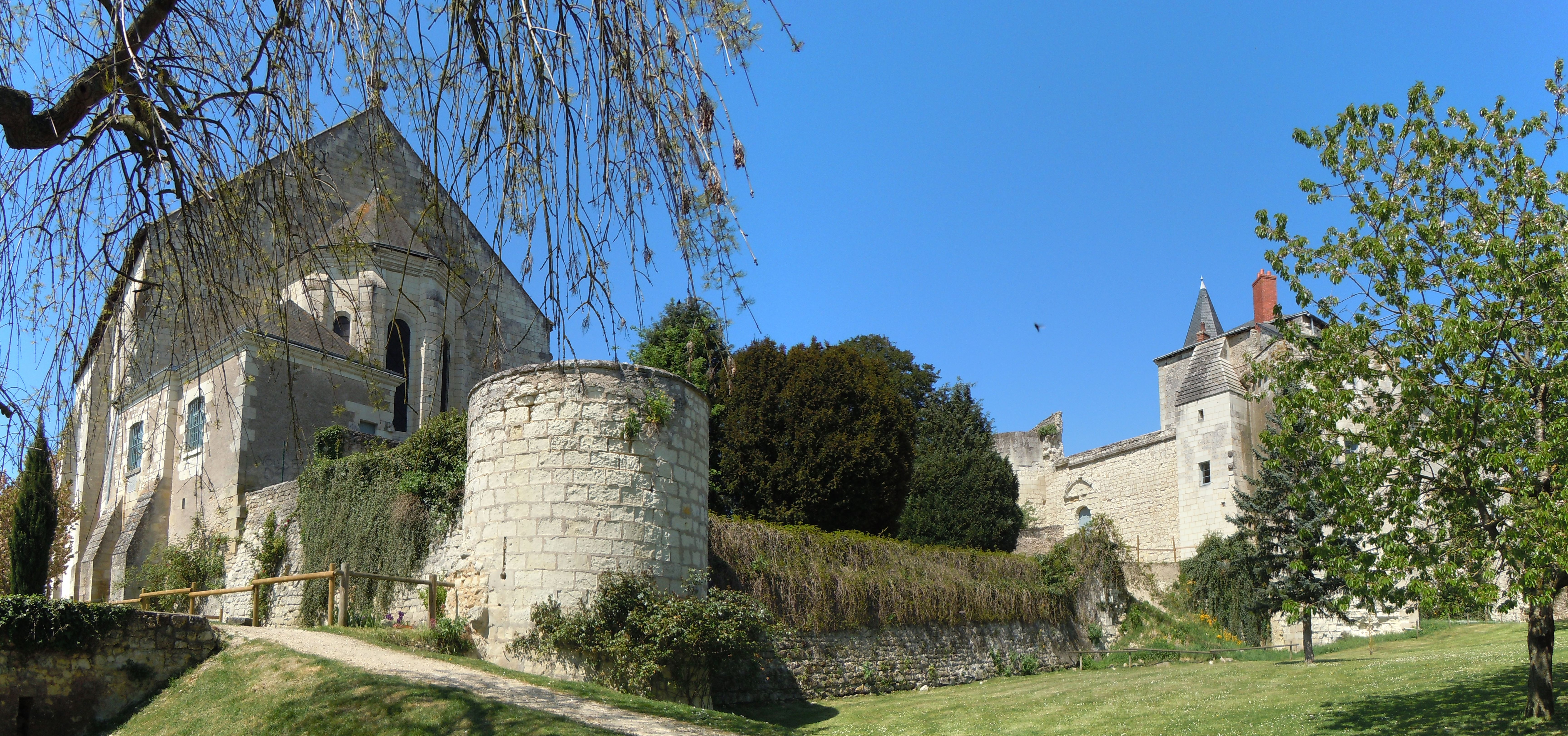
Abside de l'église et ruines du château.

## Pour approfondir